# 鬼屋魔影 (1992年游戏)
《鬼屋魔影》是一款由英寶格制作的恐怖游戏。游戏于1992年在DOS发行。游戏后移植至3DO等平台。
玩家选择一名男性或者女性主角。游戏主角被困在一座大楼里。
游戏收到多数正面好评。《電腦遊戲世界》的Charles Ardai赞扬了游戏。